# Warenumsatzsteuer
Die Warenumsatzsteuer (WUSt) (französisch impôt sur le chiffre d’affaires (ICHA), italienisch imposta sulla cifra d’affari (ICA), rätoromanisch taglia d’esit) wurde am 29. Juli 1941 als Wirtschaftsverkehrssteuer in der Schweiz eingeführt und am 1. Januar 1995 durch die Mehrwertsteuer ersetzt.
Im Gegensatz zur heutigen Mehrwertsteuer wurde die Warenumsatzsteuer als Einphasensteuer auf die Lieferung von Waren erhoben, nicht aber auf Dienstleistungen. 1941 betrugen die Steuersätze je nach Ware 2 % oder 3 %. Im Laufe der Jahre wurden die Warenumsatzsteuersätze immer weiter erhöht. Im letzten «WUStJahr» (1994) betrug der Steuersatz 6,2 %.
Gegenüber der heute geltenden Mehrwertsteuer hatte die WUSt den Vorteil, dass nur Grossisten (Grossverteiler), also vergleichsweise wenige Unternehmen, steuerpflichtig waren und der administrative Aufwand vergleichsweise gering war. Weil Steuerpflichtige aber unter der WUSt keinen Vorsteuerabzug geltend machen konnten, führte dies zu einer Doppelbelastung von Investitionen (auch bezeichnet als Taxe occulte / nicht aufhebbare Vorsteuer) und damit zu Wettbewerbsverzerrungen.